# Acétylleucine
L'acétylleucine est une substance chimique qui est utilisée pour le traitement des vertiges, commercialisée par les laboratoires Pierre Fabre avec la spécialité pharmaceutique Tanganil.
Son action sur le vertige de la souris a été découverte en 1957 et est utilisée depuis avec succès en clinique humaine comme médicament symptomatique des états vertigineux. Cette molécule comporte un groupe carboxyle et un groupe amide.

## Mécanisme d'action
Bien que les effets de l'acétylleucine soient connus depuis lors, son mécanisme d'action  n'est cependant pas connu. Les études effectuées sur l'acide(N-acétylamino)-2 méthyl-4 valérique (nomenclature IUPAC) ne démontrent ou n'infirment pas des effets supérieurs à un placebo de la molécule.

## Indication
L'acétylleucine est prescrite dans le cas de vertiges comme traitement des crises. Il ne s'agit cependant pas d'un traitement de fond. Le vertige peut en effet avoir pour source divers dérèglements : neurologiques, hormonaux, sanguins, etc.

## Galénique
La molécule se présente généralement sous la forme de comprimés blancs, à consommer par voie orale avec de l'eau. Il est admis que son efficacité est atteinte pour une dose variant de 3 à 4 comprimés de 500 mg répartis en deux prises quotidiennes.

## Contre-indications
L'allergie à l'un des composés du médicament est une contre-indication évidente et absolue. Au-delà de celle-ci, la grossesse, l'allaitement et le fait d'être âgé de moins de 15 ans constituent des contre-indications modérées. Topiques gastro-intestinaux, antiacides et adsorbants constituent des contre-indications faibles, tandis que le colestipol, les résines chélatrices et les laxatifs constituent des contre-indications négligeables.

## Effets indésirables
Voici une liste des effets indésirables de l'acétylleucine, avec entre parenthèse la rareté :
- Prurit (très rare)
- Éruption cutanée (très rare)
- Urticaire (très rare)
- Érythème cutané (très rare)
- Hypersensibilité (inconnue)
- Choc anaphylactoïde (inconnue)
- Œdème laryngé (inconnue)
- Douleur abdominale (inconnue)